# Stepanivka, Borzna
Stepanivka (în ucraineană Степанівка) este localitatea de reședință a comunei Stepanivka din raionul Borzna, regiunea Cernihiv, Ucraina.

## Demografie
Componența lingvistică a localității Stepanivka
     Ucraineană (99,49%)
     Alte limbi (0,51%)
Conform recensământului din 2001, majoritatea populației localității Stepanivka era vorbitoare de ucraineană (99,49%), existând în minoritate și vorbitori de alte limbi.